# Martin Buschmann
Martin Buschmann (ur. 17 kwietnia 1970 w Hamburgu) – niemiecki polityk, handlowiec, działacz Partii Człowiek, Środowisko, Ochrona Zwierząt (Die Tierschutzpartei), poseł do Parlamentu Europejskiego IX kadencji.

## Życiorys
Po ukończeniu szkoły średniej kształcił się w zawodzie specjalisty do spraw handlu zagranicznego. Uzyskał kwalifikacje zawodowe w zakresie systemów logistycznych. Pracował w branży zajmującej się zarządzaniem łańcuchem dostaw.
W 2009 dołączył do Die Tierschutzpartei. Przewodniczył strukturom krajowym partii w Hamburgu, a w 2015 został zastępcą sekretarza generalnego w federalnych strukturach tego ugrupowania.
W 2019 był liderem listy wyborczej swojej partii w wyborach europejskich, w których uzyskał mandat eurodeputowanego IX kadencji. W styczniu 2020 ujawniono, że w pierwszej połowie lat 90. Martin Buschmann był działaczem Narodowodemokratycznej Partii Niemiec, członkiem władz lokalnych partii i skarbnikiem jej młodzieżówki w kraju związkowym. W konsekwencji polityk opuścił frakcję eurokomunistyczną, zostając posłem niezrzeszonym.